# Ruagea pubescens
Ruagea pubescens là một loài thực vật có hoa trong họ Meliaceae. Loài này được H.Karst. miêu tả khoa học đầu tiên năm 1863.